# دهستان سعیدآباد (ایجرود)
دهستان سعیدآباد نام دهستانی در بخش مرکزی شهرستان ایجرود، استان زنجان در ایران است. براساس سرشماری مرکز آمار ایران در سال۱۳۹۰، جمعیت آن ۶۹۰۰ نفر (۱۰۶۴ خانوار) بوده‌است.